# 利特爾城 (亞利桑那州)
利特爾敦（英語：Littletown）是位於美國亞利桑那州皮馬縣的一個人口普查指定地區。根據2010年美國人口普查，該地共人口500人，而該地的面積約為0.32平方千米。

## 地理
利特爾敦的座標為32°07′56″N 110°52′37″W / 32.13222°N 110.87694°W，而該地最高點為海拔高度828米（即2717英尺）。